# Hyposcada
Hyposcada är ett släkte av fjärilar. Hyposcada ingår i familjen praktfjärilar.

## Bildgalleri

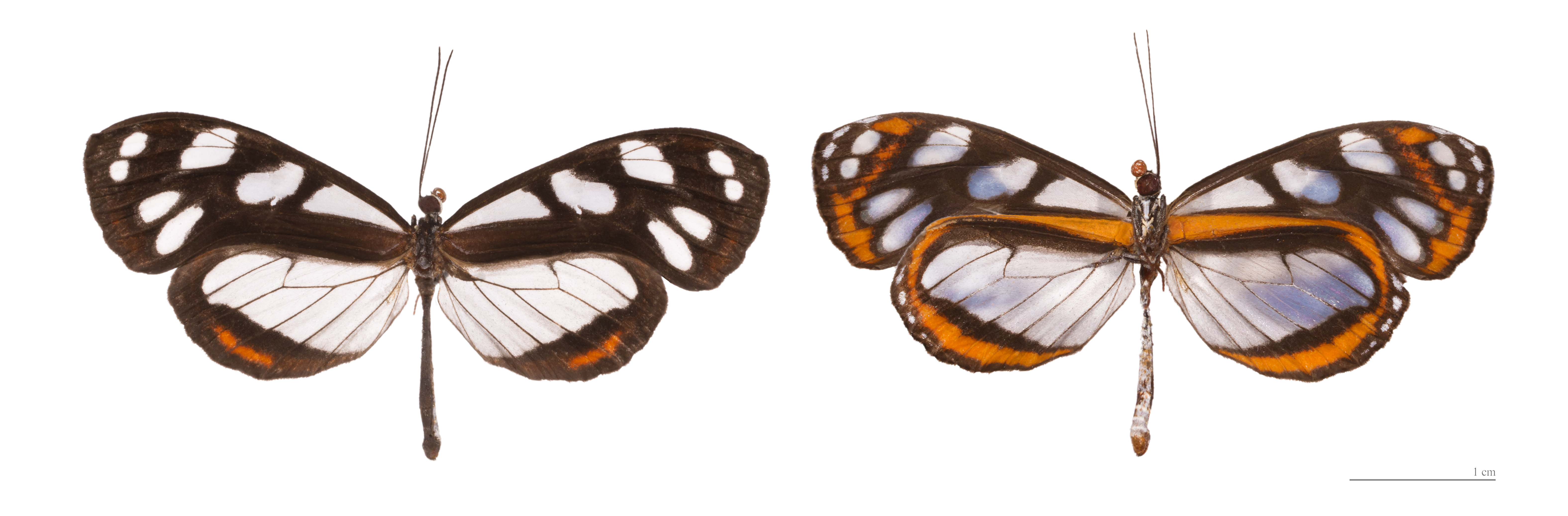

## Dottertaxa tillHyposcada, i alfabetisk ordning[1]
- Hyposcada abida
- Hyposcada abidula
- Hyposcada adelphina
- Hyposcada aesion
- Hyposcada anchiala
- Hyposcada attilodes
- Hyposcada beatesiana
- Hyposcada columbiana
- Hyposcada consobrina
- Hyposcada crypta
- Hyposcada cynara
- Hyposcada cynthia
- Hyposcada ecuadorina
- Hyposcada egra
- Hyposcada evanides
- Hyposcada fallax
- Hyposcada flora
- Hyposcada ida
- Hyposcada illinissa
- Hyposcada interrupta
- Hyposcada kena
- Hyposcada kezia
- Hyposcada lerida
- Hyposcada margarita
- Hyposcada mendax
- Hyposcada multimacula
- Hyposcada napirida
- Hyposcada neustetteri
- Hyposcada nigricosta
- Hyposcada obscuratus
- Hyposcada olerioides
- Hyposcada oneidodes
- Hyposcada orestilla
- Hyposcada rezia
- Hyposcada richardsi
- Hyposcada sao
- Hyposcada schausi
- Hyposcada similis
- Hyposcada sinilia
- Hyposcada susanna
- Hyposcada virginia
- Hyposcada virginiana